# Казанский вертолётный завод
Казанский вертолётный завод (тат. Казан вертолет заводы) — машиностроительное предприятие, производитель вертолётов семейства Ми-8/17, входящий в российский вертолётостроительный холдинг «Вертолёты России» госкорпорации «Ростех». Вертолёты российского производства, изготовленные в Казани, суммарно налетали более 50 миллионов лётных часов по всему миру. За всю историю существования КВЗ более 12 000 вертолётов Ми-4, Ми-8, Ми-14, Ми-17, Ми-38 и Ансат и их модификаций поставлено в 100 стран мира.
Из-за вторжения России на Украину, завод находится под международными санкциями стран Евросоюза, США и ряда других стран

## История
Свою историю завод исчисляет с 4 сентября 1940 г., когда приказом Наркомата авиапрома был создан ленинградский авиационный завод № 387, который позднее эвакуировался в Казань и объединился с казанским заводом обозных деталей № 169. Поскольку авиационная судьба предприятия была определена в 1940 г., именно с этой даты идет отсчёт истории нынешнего КВЗ. За годы войны предприятие изготовило для фронта около 11 тыс. бипланов По-2 — за что коллектив завода в 1945 году был награждён орденом Трудового Красного Знамени. К 1945 г. производство боевых самолётов на заводе выросло в 3,5 раза: со 100 до 350 штук в месяц. Здесь был собран каждый десятый боевой самолёт, выпущенный авиационной промышленностью СССР за годы Великой Отечественной войны. Активно включившись в послевоенное восстановление народного хозяйства, завод за 1947—1951 годы произвёл более 9000 первых в стране самоходных комбайнов С-4.
В 1951 году КВЗ начал производство вертолётов Ми-1 — это было первое серийное производство винтокрылой техники в СССР. Вертолёт Ми-4, производившийся на заводе с 1954 года, стал первым отечественным вертолётом, поставляемым на экспорт. В 1965 году предприятие приступило к изготовлению Ми-8 — самого массового и популярного из всех вертолётов семейства «Ми».
В 1966 году завод № 387 переименован в Казанский вертолётный завод.
В 1973 году завод освоил производство вертолёта-амфибии Ми-14, который широко использовался в морской авиации. Достигнутые успехи трудового коллектива были отмечены орденом Октябрьской Революции (1970 г.) и Международной премией «Золотой Меркурий» (1980 г.).
Несмотря на имевшиеся в 90-е годы объективные сложности в развитии авиационной промышленности России, завод был преобразован в открытое акционерное общество, получил право выхода на международный рынок, что позволило начать перевооружение производства, внедрять новые технологии обработки материалов и сборки агрегатов сложной геометрии.
В 1993 году предприятие начинает разработку Ансата — единственного вертолёта, спроектированного и созданного в России в постсоветский период. В 1997 КВЗ получает официальный сертификат от Авиационного Регистра МАК, позволяющий производить разработку вертолётов, а также был создан первый прототип Ансата с электродистанционной системой. В 1999 году совершил первый полёт. В настоящий момент Ансат, наряду с основной продукцией завода, вертолётом Ми-17, входит в актуальный модельный ряд предприятия.
В 2007 году КВЗ вошёл в холдинг «Вертолёты России».
В 2020 году продан под застройку филиал КВЗ на улице Адмиралтейской.

## Основные акционеры
- АО «Вертолёты России»

 (недоступная ссылка)

## Продукция
На сегодняшний день предприятие имеет инфраструктуру, характерную для многосерийного производства машиностроительного профиля, обладает современной производственно-технологической базой, сертифицированной для производства и ремонта вертолётов: КВЗ осуществляет полный цикл создания вертолётной техники от разработки и серийного выпуска до её послепродажного сопровождения.
Ми-17 — средний многоцелевой вертолёт, являющийся модернизацией вертолёта Ми-8. На сегодняшний день выпущено более 11 тысяч вертолётов семейства.
В настоящее время на КВЗ идёт серийное производство трёх основных модификаций:
- Ми-172 — пассажирская модификация, предназначена для перевозки пассажиров. Выпускаются также специальные VIP-модификации;
- Ми-17-В5 — транспортная модификация, предназначена для транспортировки груза внутри кабины и на внешней подвеске. Может использоваться для перевозки спасателей;
- Ми-17-1В — многоцелевая модификация, на базе которой выпускаются вертолёты различного целевого назначения, в том числе летающий госпиталь.

Ансат — лёгкий многоцелевой вертолёт собственной разработки Казанского вертолётного завода. Программа вертолёта Ансат активно развивается в двух направлениях: военном и гражданском. Учебный вертолёт «Ансат-У» закупается Министерством обороны России для лётных училищ и центров боевой подготовки и поставляется серийно. С помощью быстросъёмного оборудования универсальный вертолёт Ансат может быть оперативно переоснащён для выполнения широкого круга задач: доставка грузов, перевозка пассажиров, поисково-спасательные операции, патрулирование, пожаротушение, экстренная медицинская помощь.
В рамках программы холдинга «Вертолёты России» по созданию среднего многоцелевого вертолёта Ми-38 завод отвечает за постройку опытных прототипов вертолёта и организацию его серийного производства.
Для обеспечения их конкурентоспособности продукции предполагается совершенствование сервисного обслуживания на протяжении всего жизненного цикла вертолёта. Для обслуживания машин, находящихся в эксплуатации, на Казанском вертолётном заводе создана современная ремонтная база, которая обеспечивает высокий уровень восстановления и ремонта вертолётов.

## Производство
Согласно плану технического перевооружения предприятия продолжается его оснащение новейшим высокопроизводительным оборудованием, внедряются унифицированные процессы и процедуры. Развитие производственной базы направлено на сокращение издержек и, соответственно, снижение себестоимости изделий, наращивание объёмов выпускаемой продукции. При этом ставится задача повышения качества и надёжности производимых вертолётов, расширения спектра машин по типоразмерному ряду и функциональным возможностям.
ОКБ и научно-исследовательская деятельность предприятия
В качестве разработчика предприятие планирует создание целевых модификаций и модернизированных версий вертолёта Ансат; проведение работ по сверхлёгким вертолётам с массой до 1,5 тонн, до 2,5 тонн; осуществление совместно с Московским вертолётным заводом имени М. Л. Миля модернизации серийно выпускаемых вертолётов типа Ми-8/17 и подготовку к серийному выпуску вертолёта Ми-38. Научно-исследовательская деятельность предприятия ориентирована на повышение экономической эффективности производства и его технического уровня для обеспечения разработок конкурентоспособной продукции. Ежегодно в рационализаторской и изобретательской работе принимают участие до 200 человек. Из 300 поданных ими предложений внедряются в производство около 250 рацпредложений и 30 патентов на изобретения, промышленные образцы, полезные модели.

## Санкции
25 февраля 2022 года, на фоне вторжения России на Украину, завод был внесен в санкционные списки стран Евросоюза. В конце 2023 года Евросоюз расширил санкции против завода так как он «производит вертолеты Ми-8, которые использовались Россией в агрессивной войне против Украины. Кроме того, компания поставляет Министерству обороны России вертолетами Ми-38».
10 марта 2022 года завод включён в санкционный список Канады «за роль в содействии или поддержке неспровоцированного и неоправданного вторжения президента Путина в Украину».
24 марта 2022 года завод попал под блокирующие санкции США как компания входящая в холдинг Вертолеты России, который попал под санкции США так как вертолеты, произведенные этим холдингом, используются Россией в войне против Украины. Ранее, 22 декабря 2020 года, завод попал под секторальные санкции США.
19 октября 2022 года завод попал под санкции Украины так как он является «частью российской военно-промышленной базы и производящих оружие, использованное для нападения России на население, инфраструктуру и территорию Украины».
По аналогичным основаниям Казанский вертолётный завод находится под санкциями Швейцарии, Японии и Новой Зеландии.

## Руководители
- И. В. Федин (1941—45)
- М. П. Семёнов (1945—48)
- В. П. Максимов (1948—61)
- Ф. С. Аристов (1961—75)
- В. Е. Бивойно (1975—83)
- А. П. Лаврентьев (1984—2007)
- В. А. Лигай (2007—2018)
- Ю. Л. Пустовгаров (2018—ноябрь 2020)
- А. Л. Белых (ноябрь 2020 — декабрь 2021), сын управляющего директора АО «Улан-Удэнский авиационный завод» — главного конкурента завода в Казани.
- В. С. Гинсбург ( 2021 — октябрь 2023)
- Н.Ю. Яковлев (октябрь 2023 - настоящее время)

## Награды
- 1945 год: Завод «387» награждён «Орденом Трудового Красного Знамени».
- 1970 год: Казанский вертолётный завод награждён Орденом «Октябрьской революции».
- 1980 год: Международный комитет наградил Казанское вертолётное производственное объединение международной премией «Золотой Меркурий» за вклад в развитие экспорта СССР.
- 1982 год: Казанскому вертолётному производственному объединению присвоено имя «60-летия СССР».